# Crispí d'Écija
|  | Per a altres significats, vegeu «Crispí». |

Crispí d'Écija fou un bisbe d'Écija, mort cap al 304. És venerat com a sant a tota la cristiandat.

## Biografia
Bisbe d'Astiagis, antiga Écija. Tradicionalment, es considera que va morir màrtir durant les persecucions de Dioclecià, cap al 304, i fou decapitat en negar-se a sacrificar als déus pagans. Sembla, però, que potser va ésser confessor i no va ésser martiritzat. No es coneix més de la seva vida.
Consta en els martirologis antics i té un antic himne litúrgic llatí, la qual cosa sembla prova de l'existència real del bisbe. No obstant això, la falsa Crònica de Dextre n'adultera la història i el fa màrtir al segle i, en època de Neró, sense cap fonament.